# Sedlašek
Sedlašek je naselje v Občini Podlehnik.